# 纯粹与应用化学
《纯粹与应用化学》（英語：Pure and Applied Chemistry，缩写：Pure Appl. Chem.）是国际纯粹与应用化学联合会（IUPAC）的官方会期刊。 该书由瓦尔特·德古意特每月出版，包含建议、报告、论文集和研讨会讲座。